# Língua ebrié
Ebrié, ou Cama (Caman, Kyama, Tchaman, Tsama, Tyama), é uma língua Potou falada por cerca de 75 mil pessoas pelo povo Tchaman na Costa do Marfim e em Gana. É uma língua do ramo Cuá da família de línguas Línguas atlântico-congolesas.

## Fonologia

### Sons
|                | Labial   | Alveolar       | Palatal     | Velar    | Lábio-Velar |
| -------------- | -------- | -------------- | ----------- | -------- | ----------- |
| Fortis, Lenis  | pʰ [pʰ]  | tʰ [tʰ]        | cʰ [cʰ, tʃ] | kʰ [kʰ]  |             |
| Fortis, Sonora | b        | d              | ɟ [ɟ, dʒ]   | g        | gb [g͡b]     |
| Lenis, Surda   | p        | t              | c           | k        | kp [k͡p]     |
| Lenis, Sonora  | ɓ [ɓ, m] | ɗ [ɗ, l, r, n] | j [j, ɲ]    |          | w [w, ŋʷ]   |
| Fricativas     | f/ (v)   | s/(z)          |             | h [x, h] |             |

Os sons [v] e [z] são marginais e ocorrem apenas em palavras de origem estrangeira.
|         | Oral | Oral | Oral | Nasal | Nasal | Nasal |
| ------- | ---- | ---- | ---- | ----- | ----- | ----- |
| Fechada | i    |      | u    |       |       |       |
| Média   | e    |      | o    | ɛ̃     |       | ɔ̃     |
| Aberta  | a    | ɔ    |      | ã     |       |       |

Não há fonemas consoantes nasais em Ebrié. Em vez disso, as vogais nasais fazem com que a série de consoantes lenis sonoras [ɓ, ɗ, j, w]  por assimilação de [m, n, ɲ, ŋʷ].

### Tom
Ebrié tem dois tons de nível (H e L) e um tom decrescente (HL). Também possui tons flutuantes, e as consoantes fortes sonoras tendem a diminuir a força do tom grave..
O tom alto é marcado com o acento agudo (ájí 'respeito'), e o tom baixo é deixado sem marcação (aji 'argila'). O tom descendente é marcado com um circunflexo
O apóstrofo (') é usado para marcar a forma habitual do verbo

## Morfologia

### Prefixos nominais
Os prefixos para classe de substantivo em Ebrié distinguem entre certas formas |homófonas e entre formas singulares e plural. Originalmente, este sistema teria sido mais robusto, como visto em outras línguas Niger-Congo.
Os quatro prefixos nominais são á-, à-, ɛ̃́- e ɛ̃̀-. As duas últimas, que são vogais nasais, também podem ser realizadas como syllabic nasals, transcritas como ɴ́- e ɴ̀- mas escritas ortograficamente como <n>.
| Prefixo | Substantivo | Significado       |
| ------- | ----------- | ----------------- |
| á-      | áɓókʰà̃      | nevoeiro          |
| à-      | àlɔ̀kpɔ̀      | tartaruga da água |
| ɛ̃́-, ɴ́-  | ɴ́cʰwè       | osso              |
| ɛ̃̀-, ɴ̀-  | ɴ̀tʰè        | pai               |

O segundo substantivo em um composto mantém seu prefixo, conforme mostrado abaixo.
- cámã́ 'os Ebriés' + ńcã̀ 'língua' → cámã́ǹcã̀ 'língua Ebrié'
- átɛ̃̀ 'fire' + ńtʰù 'sand' → ńtɛ̃̀ǹtʰù 'ash'[3]

### Plural de substantivos
Os substantivos podem ser tornados plurais por meio do uso de prefixos nominais ou sufixos plurais. Certos substantivos são irregulares ou invariáveis.
forma plural terá o prefixo ń- ou ǹ- respectivamente. Se um substantivo singular carece de um prefixo, muitas vezes terá o prefixo ń- no plural. Outros substantivos recebem um dos sufixos plurais -má̃, -hɔ̃̀ ou -má̃hɔ̀̃.

## Pronomes Sujeito
Em Ebrié, os marcadores de tempo–aspecto–modo são encontrados no verbo ou como morfemas separados se o sujeito]] é um substantivo ou um plural do pronome sujeito. Os pronomes do sujeito singular se fundem com os marcadores de tempo–aspecto–modo (TAM), resultando em mudanças morfofonêmicas.

Exemplo
mɛ̃̀ (1SG) + ɓâ (FUT) → mã̀ã́ (1SG.FUT)
|   | Singular | Plural |
| - | -------- | ------ |
| 1 | mɛ̃̀       | lò     |
| 2 | ɛ̀        | ɔ̃́      |
| 3 | ã̀        | wò     |

## Sintaxe
Ebrié é uma linguagem SVO, como pode ser visto no exemplo a seguir.
jàjó étʰà kpã́hɔ̃̀
Yayo mastiga.PROG pão

'Yayo come pão.' 

## Ortografia
| Símbolo | IPA    | Exemplo | Transcrição | Significado |
| ------- | ------ | ------- | ----------- | ----------- |
| a       | /a/    | áyá     | /ájá/       | árvore      |
| an      | /ã/    | áphán   | /ápʰã́/      | cheirol     |
| b       | /b/    | bɔ      | /bɔ̀/        | rã          |
| bh      | /ɓ/    | ábhwe   | /áɓwè/      | canário     |
| c       | /c/    | kɔcɛn   | /kɔ̀cɛ̃̀/      | ave         |
| ch      | /cʰ/   | chralá  | [cʰràlá]    | pangolim    |
| d       | /d/    | du      | /dù/        | serpente    |
| e       | /e/    | ńné     | [ńné]       | inhame      |
| ɛ       | /ɛ/    | ádɛ́     | /ádɛ́/       | palmeira    |
| ɛn      | /ɛ̃/    | átɛn    | /átɛ̃̀/       | fogo        |
| f       | /f/    | áfɔn    | [áfɔ̃̀]       | ramo        |
| g       | /g/    | gwe     | /gwè/       | mar         |
| gb      | /g͡b/   | agbu    | /àg͡bù/      | rifle       |
| h       | /h/    | áhɔn    | /áhɔ̃̀/       | machado     |
| i       | /i/    | ḿbi     | [ḿbì]       | folha       |
| j       | /ɟ/    | njɔn    | [ǹɟɔ̃̀]       | amigos      |
| k       | /k/    | akran   | [àkrã̀]      | garrafa     |
| kh      | /kʰ/   | ákhɔn   | /ákʰɔ̃̀/      | lança       |
| kp      | /k͡p/   | ákpró   | [ák͡pró]     | chapéu      |
| l       | [l, ɗ] | álɛ     | [álɛ̀]       | língua      |
| m       | [m]    | mɛn     | [mɛ̃̀]        | Eu          |
| n       | [n]    | nnwɛ    | [nnwɛ̀]      | lesma       |
| o       | /o/    | ákhokho | /ákʰòkʰò/   | posterio    |
| ɔ       | /ɔ/    | awɔ́     | /àwɔ́/       | gato        |
| ɔn      | /ɔ̃/    | ácɔn    | /ácɔ̃̀/       | peixe       |
| p       | /p/    | ápɔ́     | [ápɔ́]       | amor        |
| ph      | /pʰ/   | lephan  | [lèpʰã̀]     | algum       |
| r       | [r]    | ahran   | [àhrã̀]      | canoa       |
| s       | /s/    | sɛ      | /sɛ̀/        | homen       |
| t       | /t/    | áta     | /átà/       | insulto     |
| th      | /tʰ/   | átha    | [átʰà]      | guerra      |
| u       | /u/    | ńdu     | [ńdù]       | água        |
| v       | (v)    | nvra    | [ǹvrà]      | appatam     |
| w       | /w/    | áwɔ́     | /áwɔ́/       | dez         |
| y       | /j/    | yɔ      | /jɔ̃̀/        | bom         |
| z       | /z/    | nzrɔ    | [ǹzrɔ̀]      | bolsa       |

## Escrita
A língua usa o alfabeto latino sem as letras Q e X. Usam-se as formas ɛ, ɛ,n, ɔ́, ɔ́n.
O tom alto é marcado com o acento agudo (ájí 'respeito'), e o tom baixo é deixado sem marcação (aji 'argila'). O tom descendente é marcado com um acento circunflexo (â) (â).
O apóstrofo (') é usado para marcar a forma habitual do verbo.

## Amostra de texto
Pai Nosso - Lucas 11: 2-4)
2.	Ló Jezwi kranman nkɔn sa: – Lóka hɔ́n éla Yankan, ɔ́n tɔlé: “Nthe, tɛmɛ oyɛ́n salé hɛ hɛ́n li yíbɛn atɛ Créncré, hɛ Bhringbilí obhá.
3.	Tɛmɛ ɛsé lo ácí brɛ brɛ nɛnlí.
4.	Tɛmɛ ɛyɔ́ lo ne phɔ́ lo, átɛsalé lo nbrɛn lɔ, lo yɔ́phɔ́ néphan atɛ́ lo yíléle. Ló ɛle yɔ́ lo kálé sé ásúwú.”
Português
2. E disse-lhes: Quando orardes, dizei: Pai nosso que estás nos céus, santificado seja o teu nome. Venha o teu reino. Seja feita a tua vontade, como no céu, assim na terra.
3. Dá-nos o pão nosso de cada dia.
4. E perdoa-nos os nossos pecados; porque também nós perdoamos a todo aquele que nos deve. E não nos deixes cair em tentação; mas livrai-nos do mal.